# Muzeum Sprzętu Rolniczego w Wojewodzinie
Muzeum Sprzętu Rolniczego w Wojewodzinie – muzeum położone w Wojewodzinie (powiat grajewski). Placówka ma swą siedzibę w tutejszym Zespole Szkół im. ks. Jana Krzysztofa Kluka.
Muzeum powstało w 1998 roku z inicjatywy nauczycieli i uczniów szkoły. Część z eksponatów stanowi ekspozycję plenerową, znajdującą się na przyszkolnym podwórzu. Prezentowane tu są maszyny rolnicze sprzed II wojny światowej (silniki stacjonarne, kierat, pług konny, targanka) oraz pochodzące z lat 1950-70 (sieczkarnia, młockarnia, brony, pług, obsypnik, kultywator oraz grabie konne). Natomiast wewnątrz budynku zorganizowane zostało Muzeum Wsi Polskiej, gdzie prezentowane są dawne narzędzia rolnicze oraz sprzęty codziennego użytku. Do najciekawszych eksponatów należy pochodzące z 1880 roku stanowisko tkackie. 
Zwiedzanie muzeum jest możliwe w godzinach pracy szkoły. Wstęp jest bezpłatny.